# Yu Seong-ryong
Yu Seong-ryong (1542 - 1607) (en Hanja:柳成龍, en Hangul:유성룡) fue un académico y oficial de la dinastía Joseon en la historia de Corea.
Seong-ryong fungió como segundo consejero de estado y durante las invasiones japonesas a Corea (1592-1598) observó los asuntos militares del país fungiendo como ministro de guerra. Coordinó acciones con dos importantes figuras militares de la época: el Almirante Yi, a quien conocía desde la infancia, y el general Gwon Yul, quienes ascendieron antes de la guerra debido a que intercedió por ellos frente al rey.
Como académico dejó constancia de muchos escritos, entre los que destaca el Jingbirok (懲毖錄), un registro de dicha guerra contra Japón y que ha sido considerado como tesoro nacional.